# Sizaire-Naudin
Sizaire-Naudin war ein französischer Hersteller von Automobilen.

## Unternehmensgeschichte

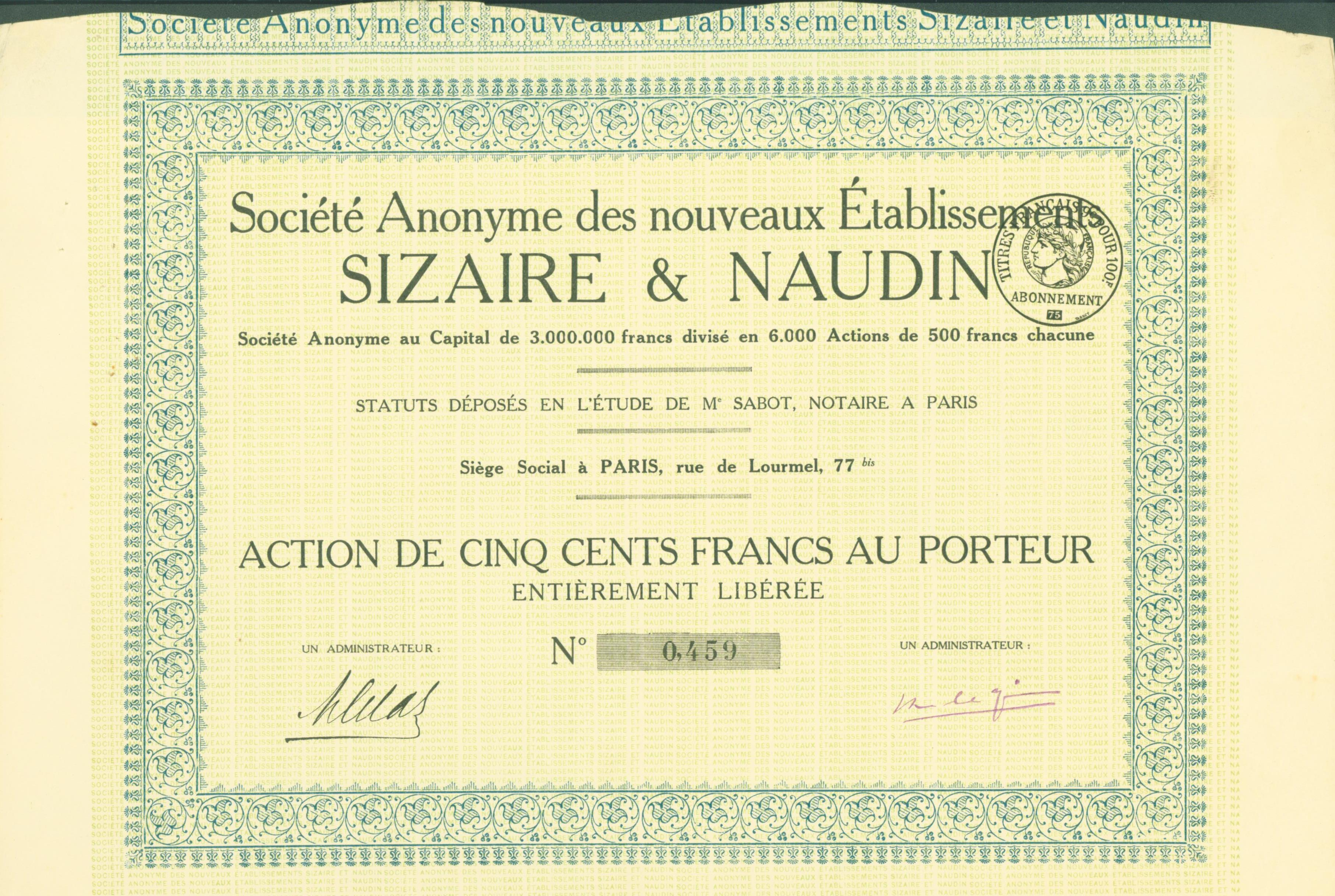
Aktie über 500 Francs der S. A. des nouveaux Établissements Sizaire & Naudin vom 1. Januar 1912

Maurice Sizaire (1877–1970), sein Bruder Georges Sizaire (1880–1934) und ihr Partner Louis Naudin (1876–1913) gründeten am 1. Juni 1903 in Paris das Unternehmen SA des Automobiles Sizaire et Naudin und begannen 1905 mit der Produktion von Automobilen. Der Markenname lautete Sizaire-Naudin. Im gleichen Jahr präsentierte das Unternehmen Fahrzeuge auf dem Pariser Automobilsalon. Louis Naudin starb 1913. 1912 mussten die beiden Sizaire-Brüder das Unternehmen verlassen, das daraufhin in Société Anonyme des Nouveaux Établissements Sizaire et Naudin umbenannt wurde. 1921 endete die Produktion. Die Brüder Sizaire gründeten außerdem 1913 die Société Nouvelle des Autos Sizaire und 1923 Sizaire Frères.

## Fahrzeuge

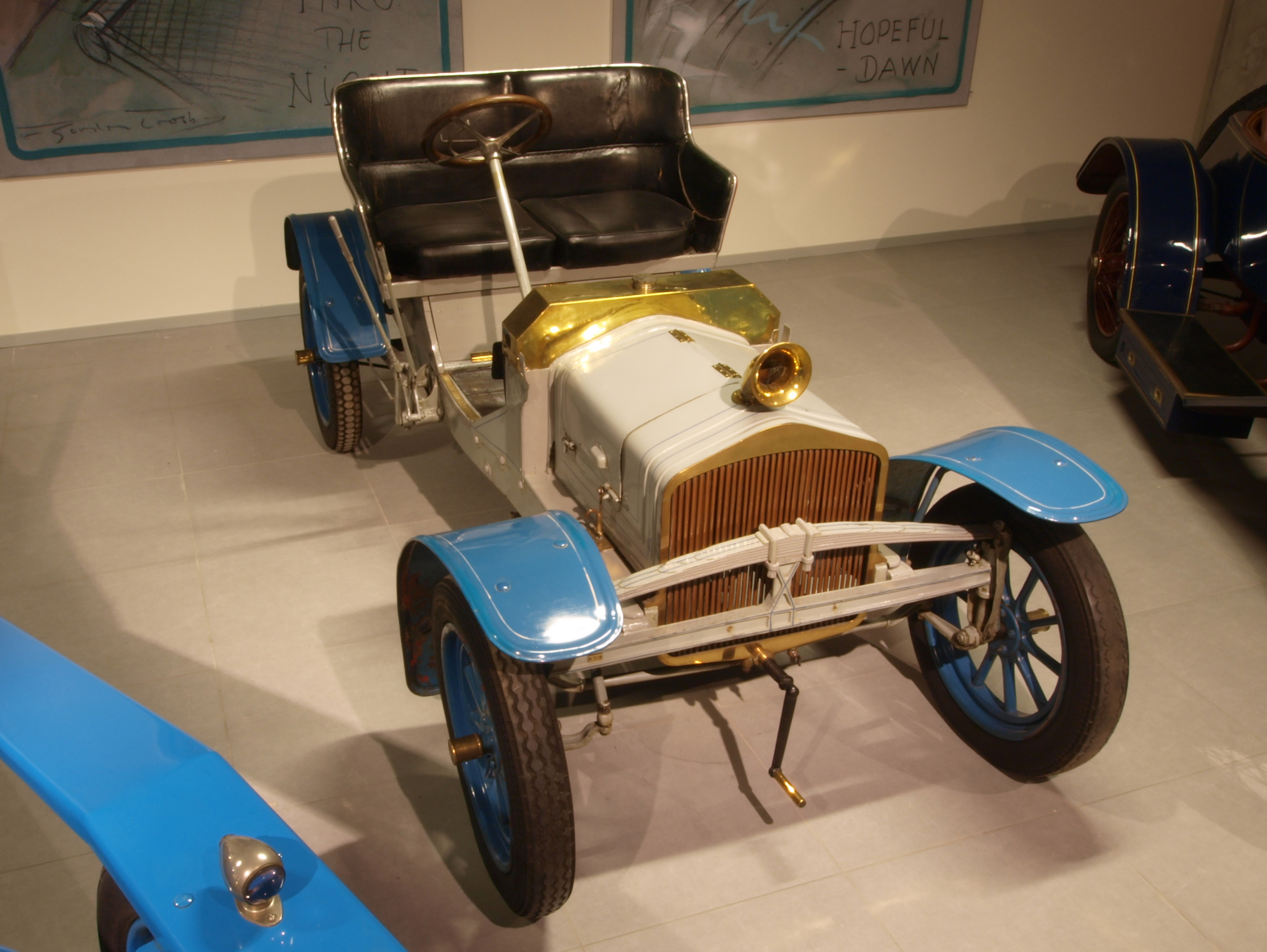
Sizaire-Naudin von 1906

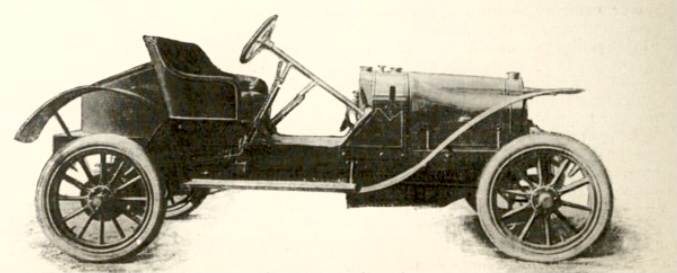
Sizaire-Naudin um 1908

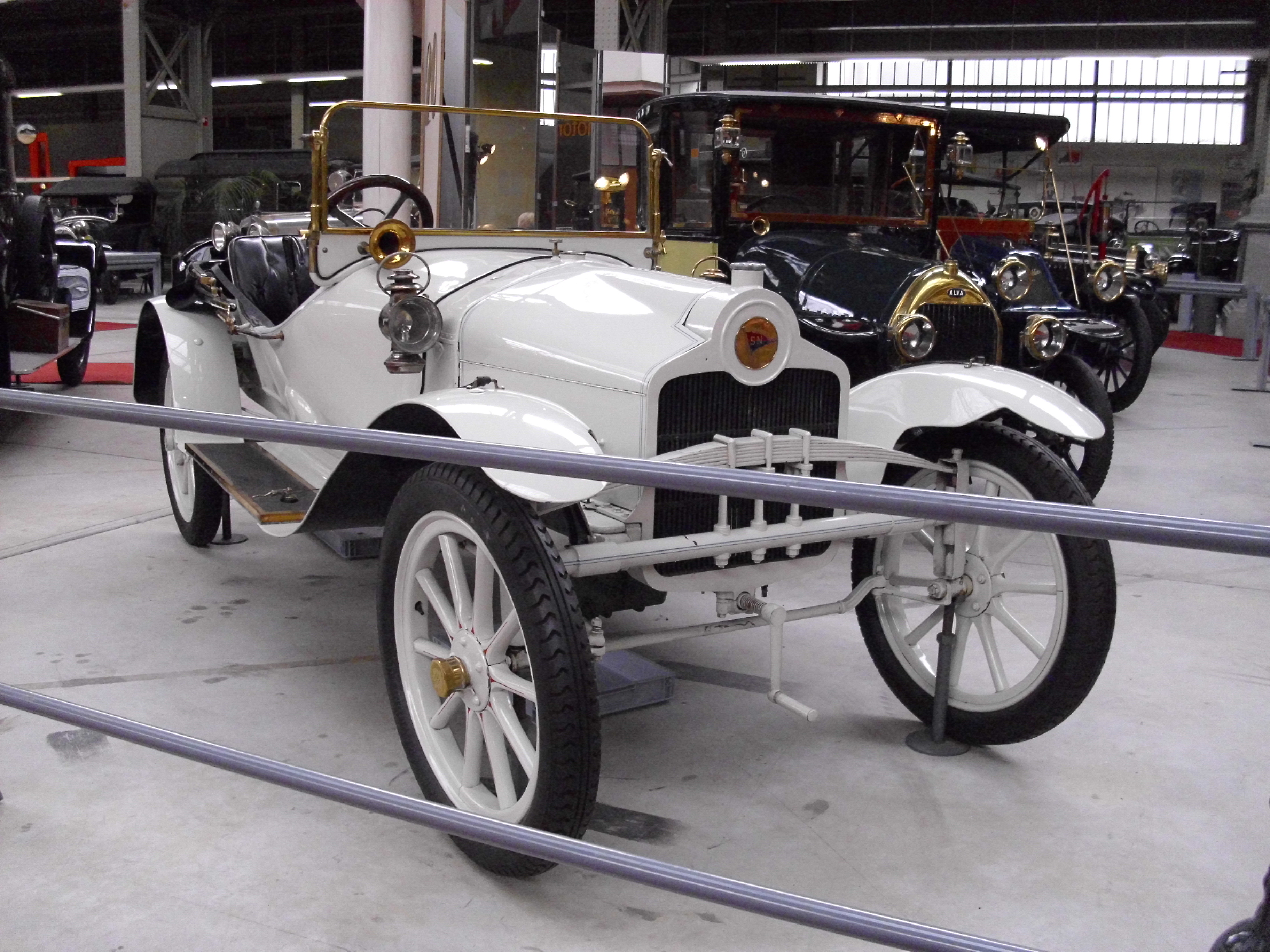
Sizaire-Naudin von 1910

Das Unternehmen fertigte kleine, zweisitzige Sportwagen, die mit einem Einzylindermotor von De Dion-Bouton mit 918 cm³ Hubraum ausgestattet waren. Die Reifengröße betrug 700 × 85. Der Radstand betrug 2210 mm und die Spurweite lag bei 1250 mm. Das Leergewicht lag bei 550 kg. Das Getriebe hatte drei Gänge. Die Einzylindermotoren erreichten 1910 sogar 1583 cm³ Hubraum und wurden bis 1913 hergestellt. 1911 kamen Vierzylindermodelle dazu, die Motoren von Ballot besaßen. Ein 12-HP-Vierzylinder hatte 2617 cm³ Hubraum mit 70 mm Bohrung und 170 mm Hub. Das Getriebe hatte drei Gänge. Der Radstand betrug 3018 mm und die Spurweite 1240 mm.
Nach dem Ersten Weltkrieg standen die Modelle 13 CV und 17 CV mit Motoren von Ballot im Sortiment. Der Type D mit 12/15 HP hatte einen Hubraum von 2297 cm³ mit 75 mm Bohrung und 130 mm Hub. Ab 1921 entstanden wieder Voituretten. Die AJ mit 9 HP hatte eine Zweizylinder-V-Motor mit 1093 cm³ mit 82 mm Bohrung und 103,5 mm Hub.
Ein Fahrzeug dieser Marke ist im Musée Henri Malartre in Rochetaillée-sur-Saône zu besichtigen. Sizaire & Naudin gilt als der Hersteller, der als Erster in Kleinserie eine unabhängige Radaufhängung an der Vorderachse einführte.